# Folsomides cenkeh
Folsomides cenkeh är en urinsektsart som beskrevs av Yoshii och Yayuk Rahayuningsih Suhardjono 1992. Folsomides cenkeh ingår i släktet Folsomides och familjen Isotomidae. Inga underarter finns listade i Catalogue of Life.